# MASK II
MASK II, anche scritto MASK Two in copertina, è un videogioco sparatutto a scorrimento tratto dalla serie animata M.A.S.K., pubblicato a fine 1987-inizio 1988 per Amstrad CPC, Commodore 64, MSX e ZX Spectrum dalla Gremlin Graphics. Venne preceduto da MASK (1987) e seguito da VENOM Strikes Back (1988).

## Trama
Come nell'originaria serie di cartoni animati e giocattoli, MASK è un corpo di agenti speciali dotati di attrezzature fantascientifiche, in lotta contro l'organizzazione criminale VENOM. In questo titolo i MASK affrontano tre missioni: salvare un importante  presidente rapito (mostrato come una caricatura di Ronald Reagan), distruggere con un missile una base VENOM in Medio Oriente, distruggere un'arma laser e riportare il rubino che hanno usato per costruirla al tempio da cui è stato sottratto.

## Modalità di gioco
Il gioco inizia nella base dei MASK a Boulder Hill, dove tramite un puntatore a forma di maschera si può scegliere quale delle tre missioni affrontare, e con quali agenti MASK. Si devono selezionare tre dei cinque agenti disponibili, ciascuno dotato di un veicolo con differenti capacità. Le tre missioni, due svolte in zone desertiche e una nella giungla, sono piuttosto simili tra loro; a parte il differente scenario, si incontrano gli stessi tipi di nemici e ostacoli e l'obiettivo è sempre raccogliere un certo oggetto e portarlo a destinazione.
Gli scenari sono mostrati con visuale bidimensionale di lato e con scorrimento orizzontale. Ci si può spostare in entrambe le direzioni; anche se lo scenario va generalmente attraversato da sinistra a destra per raggiungere gli obiettivi, può essere necessario tornare indietro in alcuni tratti. Il suolo varia in altitudine e presenta anche zone acquatiche, pareti verticali, ostacoli e tratti con più superfici percorribili a diverse altezze. I nemici sono veicoli di ogni tipo, postazioni di fuoco fisse e campi minati.
Il giocatore controlla uno dei tre veicoli alla volta e può passare istantaneamente dall'uno all'altro con i tasti numerici. Ogni modello ha diversi metodi di spostamento e di fuoco su terra, aria o acqua, e spesso lo stesso veicolo può assumere a volontà due forme. I modelli sono un'auto sportiva convertibile in aereo, un robusto veicolo di terra in grado di sfondare gli ostacoli, un anfibio, una moto convertibile in elicottero, un fuoristrada convertibile in idroplano. Ciascun veicolo ha propri indicatori dei danni e del carburante, ripristinabili raccogliendo ricariche lungo il percorso. Quando un veicolo è fuori uso si continua solo con gli altri, ma è possibile ritrovarsi in situazioni in cui non c'è più modo di superare gli ostacoli.